# Mary Ann Duff
Mary Ann Duff, pseudonimo di Mary Ann Dyke (Londra, 1794 – New York, 5 settembre 1857), è stata un'attrice teatrale inglese naturalizzata statunitense.

## Biografia
Mary Ann Duff fu attrice tragica statunitense che, all'apice della sua carriera, era apprezzata quanto la famosa attrice inglese Sarah Siddons.
Mary Ann Dyke si avvicinò giovanissima al palcoscenico prendendo lezioni con il maestro di ballo del King's Theatre, debuttando nel 1809, assieme alle sue due sorelle, danzando al Dublin Theatre.
Durante la sua carriera di ballerina a Kilkenny incontrò il poeta Thomas Moore, che si innamorò di lei.
Nel 1810, tuttavia, sposò l'amico di Moore John R. Duff, un attore, e invece Moore poi sposò sua sorella Elizabeth, e Mary Ann Duff si trasferì con lui a Boston.
Negli Stati Uniti debuttò con Romeo e Giulietta al Federal Street Theatre il 31 dicembre 1810.
Se nei primi anni di carriera teatrale la Duff si mise in evidenza soprattutto per la sua straordinaria bellezza, dopo che suo marito si ammalò si impegnò per migliorare le sue qualità interpretative.
Nel febbraio 1818 la sua Giulietta fu acclamata come un trionfo e venne considerata la più importante attrice statunitense, grazie alla sua forza emotiva potente ma sottile, ricevendo l'epiteto di 'regina americana della tragedia',interpretando a fianco di tutti i migliori attori nordamericani del suo tempo, i grandi drammi di William Shakespeare.
Nonostante il paragone con la Siddons, un tour britannico nel 1827-1828 non ebbe risultati strabilianti, ed ottenne solo un piccolo successo.